# 20141 Markidger
20141 Markidger este un asteroid din centura principală de asteroizi.

## Descriere
20141 Markidger este un asteroid din centura principală de asteroizi. A fost descoperit pe 13 septembrie 1996 la Costitx de Manuel Blasco. El prezintă o orbită caracterizată de o semiaxă mare de 2,26 ua, o excentricitate de 0,18 și o înclinație de 7,1° în raport cu ecliptica.